# Plac Konstytucji 3 Maja w Głogowie
Plac Konstytucji 3 Maja w Głogowie – plac w Głogowie będący największym rondem w Polsce i jednym z największych w Europie. Powierzchnia wyspy centralnej wynosi pięć hektarów, a jezdnia wokół niej składa się z trzech pasów.

## Pochodzenie nazwy
Nazwa upamiętnia uchwalenie Konstytucji 3 maja. Pojawiały się inicjatywy nadania mu imienia Mariana Borawskiego, prezydenta Głogowa w latach 1982–1988, który przyczynił się do jego budowy.

## Układ
Rondo leży w ciągu drogi krajowej nr 12 i stanowi połączenie ulic:
- od północy: Brama Brzostowska (DK12) i gen. Władysława Sikorskiego
- od południa: Obrońców Pokoju (DK12) i Bolesława Krzywoustego.

Jest to typowe czterowlotowe skrzyżowanie o ruchu okrężnym, z niemal kolistą wyspą środkową, na której znajduje się park (dawniej był tam cmentarz).

## Otoczenie
W pobliżu znajduje się park Leśny oraz odrestaurowany pawilon Goethego z roku 1910, w postaci nakrytej kopułą rotundy, oraz pomnik poświęcony polskim i niemieckim ofiarom wojny, przemocy i wypędzenia z ziemi głogowskiej.